# Rodulfo Figueroa Aramoni
Rodulfo Figueroa Aramoni (* 1. November 1942 in Tuxtla Gutiérrez, Chiapas) ist ein ehemaliger mexikanischer Botschafter.

## Leben
Rodulfo Figueroa Aramoni erwarb ein Diplom in Internationalen Beziehungen am Colegio de México und studierte öffentliches Finanzwesen an der Universidad Nacional Autónoma de México, anschließend Sozialwissenschaften an der University of Birmingham und erwarb ein Diplom in öffentlicher Verwaltung.
Von 1969 bis 1970 war er Wirtschaftsassessor im mexikanischen Präsidentenamt und leitete 1971 die Abteilung Personalentwicklung an einer Verwaltungsschule. Von 1972 bis 1973 war er stellvertretender Leiter eines Milchpulverprojektes der Compañía Nacional de Subsistencias Populares (CONASUPO). Von 1974 bis 1975 war er zur Ernährungs- und Landwirtschaftsorganisation nach Rom entsandt und nahm an der Conferencia Mundial de la Alimentación teil. Von 1976 bis 1982 war Generalsekretär im Consejo Nacional de Ciencia y Tecnología. Von 1983 bis 1986 war er Generalkonsul in Montreal. 1988 nahm er an einer Weltkonferenz zur Abschaffung der Armut in Cartagena teil. Von 1991 bis 1994 war er Generalkonsul in San Francisco. Von 1995 bis 1998 leitete er ein Programm für Mexikaner im Ausland. 1998 wurde Rodulfo Figueroa-Aramoni als Generalkonsul nach Houston, Texas, entsandt.
2003 war Rodulfo Figueroa-Aramoni Berater in der San Diego's Regional Planing Agency (SANDAG).
2010 war Rodulfo Figueroa Aramoni Vertreter von Rebecar S.A. de C.V., einer Immobilienverwaltung, die von der Canyon Furniture de México S de R. L. De C. V., einer Möbelfabrik, auf Verlängerung eines Mietvertrages verklagt wurde.
Die Rebecar S.A. de C.V. weigerte sich, eine Zahlung an Aguilar Leon Moya y Faustino Cervantes zu leisten, damit zu ihren Gunsten entschieden würde, obwohl Rubén David Aguilar Santibáñez der Stiefsohn Guillermo I. Ortiz Mayagoitia und Magistrat beim 15. Gerichtskreis von Mexicali ist.
| Vorgänger                      | Amt                                                                      | Nachfolger         |
| ------------------------------ | ------------------------------------------------------------------------ | ------------------ |
| José Antonio Cruz Álvarez Lima | mexikanischer Botschafter in Bogotá 17. November 1987 bis 30. April 1989 | Edmundo Font López |